# تخت روان دالی
تخت روان دالی (به هندی: Dolly Ki Doli) یا کجاوه دالی فیلمی محصول سال ۲۰۱۵ و به کارگردانی آبیشک دوگرا است. در این فیلم بازیگرانی همچون سونام کاپور، محمد زیشان ایوب، مانوج جوشی، راجکومار رائو، وارون شرما، گلفان خان، آرچانا پوران سینگ، سیف علی خان، مالایکا آرورا خان ایفای نقش کرده‌اند.